# Politisches System Japans

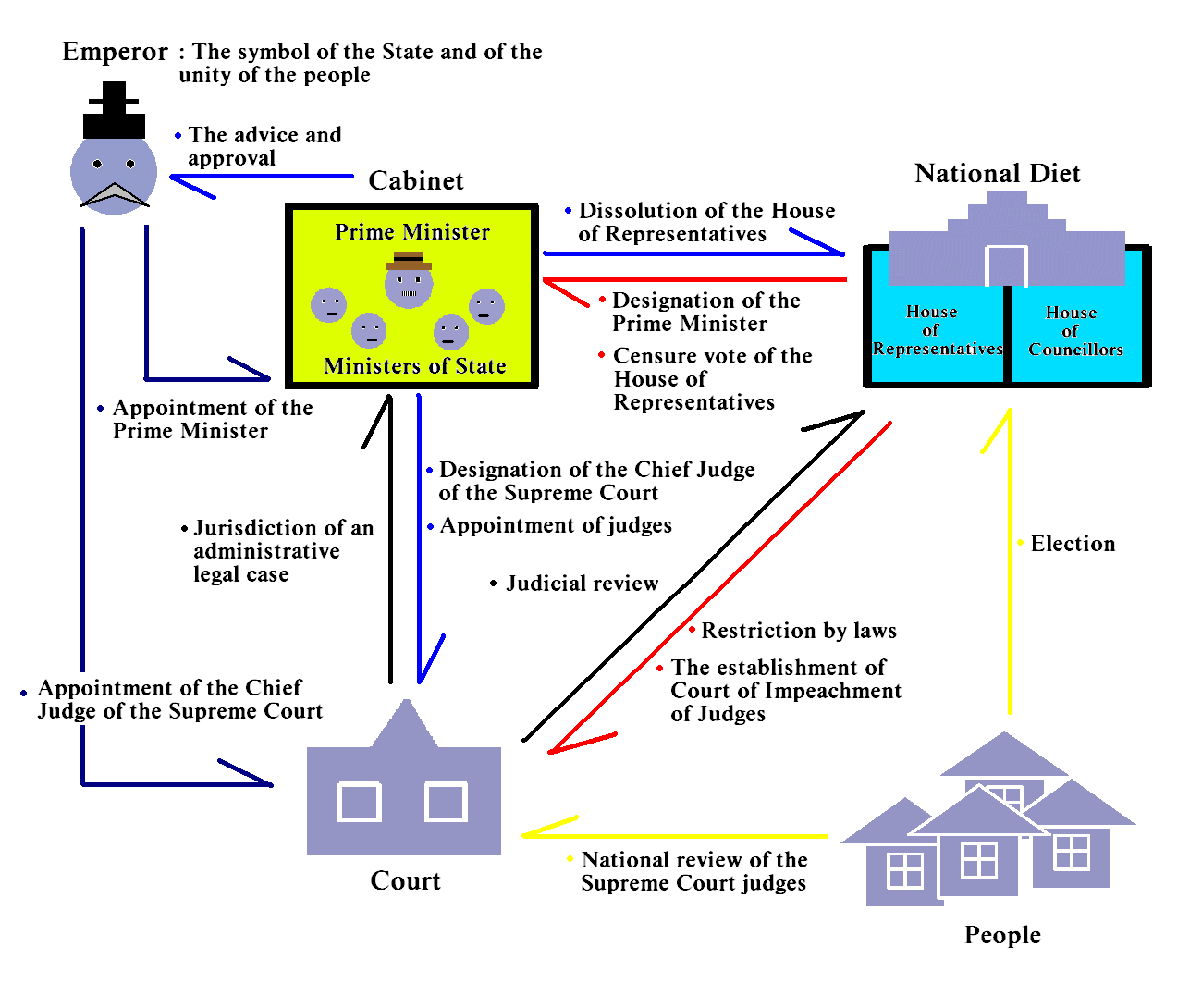
Schema der Verfassungsorgane nach der Verfassung von 1947

Das politische System Japans wurde nach dem Zweiten Weltkrieg während der Besatzungszeit in der Verfassung vom 3. November 1946 festgeschrieben. Japan ist eine zentralstaatlich organisierte Monarchie; der Tennō symbolisiert die Einheit des Volkes. Das Kabinett bildet unter Führung des Premierministers die Exekutive. Die legislative Gewalt wird von einem Zweikammerparlament, bestehend aus Unterhaus (Shūgiin) und Oberhaus (Sangiin) ausgeübt. An der Spitze der Judikative steht der Oberste Gerichtshof.

## Verfassung
Die heutige japanische Verfassung wurde am 3. November 1946 verkündet und trat am 3. Mai 1947 in Kraft. In ihr verpflichtet sich das japanische Volk den Idealen des Friedens und der demokratischen Ordnung, daher wird sie auch als „Friedensverfassung“ bezeichnet. Unter dem starken Einfluss der USA und deren Rechtsvorstellungen wurde sie entwickelt, das Frauenwahlrecht und der relativ geringe Einfluss von Gewerkschaften stammen daher. Eher „japanische Elemente“, wie etwa eine ausgeprägte sozial-familiäre Verpflichtung bzw. Gruppenloyalität, fehlen hingegen.
Der Kaiser, in Japan Tennō (天皇, tennō, „Kaiser des Himmels“ oder sumera-mikōtō „Himmlischer Herrscher“) genannt, wird als Symbol des Staates und der Einheit des Volkes hervorgehoben. Ihm ist untersagt, in Regierungsbefugnisse einzugreifen; somit besitzt er keinerlei politische Macht, und die souveräne Macht liegt allein beim Volk.
In der Verfassung wird im Artikel Neun Krieg als souveränes Recht abgelehnt, auch die Androhung militärischer Gewalt als Mittel zur internationalen Konfliktlösung ist verboten. Weiterhin wird die Unverletzlichkeit der Menschenrechte betont.

## Zentralstaat

### Tennō (Kaiser)
„Symbol des Staates und der Einheit des Japanischen Volkes“ ist Naruhito, der 126. Tennō. Rechtlich gilt er nicht als Staatsoberhaupt, und die souveräne Macht liegt allein beim Volk. Naruhitos Großvater, der Shōwa-Kaiser, hatte 1945 bei der Kapitulation Japans eine Göttlichkeit der japanischen Kaiser verneint. Die Verfassung von 1946 gibt dem Kaiser keine direkte politische Entscheidungsgewalt; sein Amt ist zeremonieller Natur. Er ernennt den von beiden Kammern des Parlaments gewählten Ministerpräsidenten und den Präsidenten des obersten Gerichtshofes, verkündet die Gesetze und beruft das Parlament ein. Außerdem ist er oberster Priester des Shintō.
Naruhitos Regierungsdevise lautet reiwa. Die Regierungsdevise wird auch als Jahresangabe in offiziellen japanischen Texten verwendet, beginnend mit dem Jahr der Thronbesteigung. Reiwa 1 ist das Jahr 2019.

### Judikative und Rechtssystem
Die Justiz ist nach der Verfassung von den anderen beiden Zweigen staatlicher Gewalt, Exekutive und Legislative, unabhängig. An der Spitze steht der Oberste Gerichtshof (saikō-saibansho). Er besteht aus einem Obersten Richter, der auf Vorschlag des Kabinetts vom Tennō ernannt wird, sowie 14 Höchsten Richtern, die auf 10 Jahre vom Kabinett ernannt und periodisch durch Volksabstimmung legitimiert werden. Ihr Amt ist erneuerbar. Ihre Aufgabe besteht primär in der Überprüfung der Gesetze und der Verordnungen auf Verfassungsmäßigkeit; nur in Ausnahmefällen greifen sie dabei direkt in Regierungsangelegenheiten ein.
Das Oberste Gericht hat das Recht zur Revision von Urteilen der unteren Instanzen und fällt endgültige Urteile. Seine Entscheidungen sind die einzigen, die direkten Einfluss auf die spätere Interpretation der Gesetze haben. In Japan besteht ein einfaches System von Gerichten, es existieren also beispielsweise keine separaten Verwaltungs- oder Arbeitsgerichte wie in Deutschland. Die Gerichte gliedern sich unterhalb des Obersten Gerichtshofes in acht Ober- (kōtō-), 50 Bezirks- (chihō-) und über 400 einfache Gerichte (kan’i-saibansho), daneben existieren 50 Familiengerichte (katei-saibansho).
Das ursprünglich auf chinesischen Grundlagen entwickelte japanische Rechtssystem wurde im 19. Jahrhundert nach europäischen Vorbildern modernisiert. Es wurde dann im Wesentlichen während der US-geführten Besatzung nach dem Pazifikkrieg in seine heutige Form gebracht. Dabei wurde das Justizministerium vorübergehend aufgelöst, die Unabhängigkeit der Staatsanwaltschaft (Kensatsu-chō), die wie die Gerichte in saikō-, kōtō-, chihō- und ku-kensatsu-chō regional gegliedert ist, und der Polizei durch die Schaffung der eigenständigen Polizeibehörde und der Nationalen Kommission für Öffentliche Sicherheit sichergestellt.

### Exekutive
Die Exekutive des japanischen Zentralstaates, auch Zentralregierung (中央政府, chūō seifu) genannt, besteht aus dem Japanischen Kabinett unter Führung des Premierministers und den unterstellten Ministerien und zugeordneten Behörden. Den Posten des Premierministers hat Shigeru Ishiba seit dem 1. Oktober 2024 inne.
Das Kabinett ist dem Parlament gegenüber verantwortlich. Der Leiter der Exekutive, der Premierminister, wird von Oberhaus und Unterhaus gewählt und dann vom Tennō ernannt. Bei einem Konflikt gilt das Votum des Unterhauses. Nur Abgeordnete des Ober- oder des Unterhauses können zum Premierminister gewählt werden. Der Premierminister ernennt (und entlässt) die Minister seines Kabinetts, die in der Mehrheit ebenfalls Abgeordnete des Ober- oder Unterhauses sein müssen. Nach den Erfahrungen mit dem japanischen Militarismus ist in der Verfassung außerdem festgeschrieben, dass der Premierminister und alle seine Minister Zivilisten sein müssen.
Weitere Regeln sind nicht in der Verfassung festgeschrieben, entsprechen aber der politischen Tradition. So galt in der LDP das Senioritätsprinzip, Ministerposten werden nicht nur nach Kompetenz vergeben, sondern dienen dazu, langjährige verdiente Abgeordnete zu belohnen. Die Vergabe regeln die Vorsitzenden der Faktionen hinter den Kulissen. Faktionen sind Gruppen von Abgeordneten, in deren Zentrum ein altgedienter und einflussreicher Abgeordneter steht. Die Faktionen unterstützen ihre Mitglieder mit dem dringend für den Wahlkampf benötigten Finanzmitteln, im Gegenzug kann der Vorsitzende der Faktion bei Abstimmungen im Parlament und innerhalb der LDP-Fraktion auf die Stimmen seiner Faktion setzen.
Den Posten des Premierministers nimmt traditionell der Vorsitzende der stärksten Partei im Unterhaus ein. Da dies über Jahrzehnte die LDP war, entscheidet seit 1955 de facto also die Wahl des LDP-Vorsitzenden über die Nachfolge; einzelne Unterbrechungen waren die Jahre 1993 bis 1996 und 2009 bis 2012, als die LDP nicht den Regierungschef stellte.

### Legislative

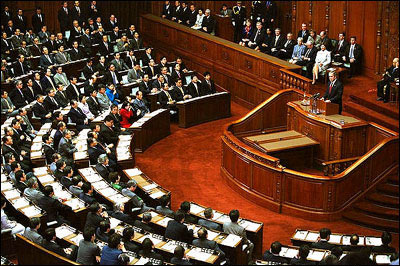
Unterhaus des japanischen Parlaments

Das japanische Parlament (Kokkai) ist das höchste Organ der Staatsgewalt und die einzige gesetzgebende Körperschaft Japans. Das nationale Parlamentsgebäude steht in Nagatachō, Chiyoda, Präfektur Tokio.
Das japanische Parlament besteht aus Oberhaus (Sangiin) und Unterhaus (Shūgiin).
Die Unterteilung in Ober- und Unterhaus wurde in der Meiji-Zeit nach britischem Vorbild geschaffen. Nach der Meiji-Verfassung von 1889 wurde das Oberhaus als Herrenhaus (Kizokuin) eingerichtet und es durften ihm nur Mitglieder des Adels (Kazoku) angehören. Das Parlament trat erstmals am 29. November 1890 zusammen. In der Verfassung von 1947 wurde das Herrenhaus abgeschafft und durch das gewählte Sangiin ersetzt.
Das Unterhaus ist in der Verfassung von 1947 dem Oberhaus übergeordnet. Gesetze können von beiden Kammern eingebracht werden und müssen beide Kammern passieren, in entscheidenden Punkten besitzt das Unterhaus allerdings mehr Macht:
- Wird in beiden Kammern ein unterschiedlicher Premierminister gewählt, obsiegt der Kandidat des Unterhauses.
- Internationale Verträge werden im Unterhaus ratifiziert.
- Gesetzesvorlagen, die im Unterhaus beschlossen werden, im Oberhaus jedoch abgelehnt, kann das Unterhaus mit einer Zweidrittelmehrheit durchsetzen. Dies ist in der japanischen Nachkriegsgeschichte erstmals 1951 bei einem Gesetz über Motorbootrennen vorgekommen. Im zweiten Nejire Kokkai, einem „verdrehten Parlament“ mit unterschiedlichen Mehrheiten in beiden Kammern, wurden ab 2008 mehrere Gesetze auf diese Weise verabschiedet.

#### Wahlrecht und Wahlsystem
Die Japanische Verfassung enthält keine Details zur Größe der Kammern des Parlaments, zum Wahlsystem den notwendigen Qualifikationen für das aktive und passive Wahlrecht, so dass diese Fragen durch Gesetze geregelt sind. Das Wahlsystem wurde in der Nachkriegszeit mehrfach geändert. In der Verfassung festgeschrieben sind dagegen das allgemeine Wahlrecht und die geheime Wahl. Außerdem ist festgeschrieben, dass das Wahlrecht keine Unterschiede nach „Abstammung, Glaube, Geschlecht, sozialem Stand, familiärer Herkunft, Bildung, Besitz und Einkommen“ machen darf.
Das am häufigsten genutzte Wahlsystem im Japan der Nachkriegszeit ist das Verfahren der nicht-übertragbaren Einzelstimmgebung. Es wird heute noch bei der Wahl der Wahlkreisabgeordneten im Oberhaus sowie aller Präfektur- und Kommunalparlamente verwendet. Das Unterhaus wird seit 1996 in einem Grabenwahlsystem aus einfacher Mehrheitswahl und Verhältniswahl für regionale Parteilisten gewählt. Der nationale Wahlkreis im Oberhaus, in dem bis 1980 100 Abgeordnete ebenfalls durch einfache nicht-übertragbare Stimme gewählt wurden, wurde 1983 durch eine nationale Verhältniswahl ersetzt; seit 2001 kann dort mit einer zusätzlichen Präferenzstimme Einfluss auf die gewählten Listenkandidaten genommen werden.
Wahlberechtigt sind alle japanischen Männer und Frauen mit vollendetem 18. Lebensjahr. Passives Wahlrecht für das Abgeordnetenhaus erhalten alle Männer und Frauen mit dem vollendeten 25. Lebensjahr, für das passive Wahlrecht im Oberhaus muss das 30. Lebensjahr vollendet sein.

## Präfekturen und Gemeinden
Japan ist ein zentralistischer Staat, der lediglich klar umrissene Aufgaben an die 47 Präfekturen zur Durchführung weitergibt. Innerhalb dieser Aufgaben sind die Präfekturen zwar relativ autonom und üben lokale Selbstverwaltung aus. Sie sind aber stark auf die Finanzierung durch den Zentralstaat angewiesen.
Die 47 Präfekturen gliedern sich in Großstädte sowie Kleinstädte und Dörfer und – in der Präfektur Tokio – die Bezirke Tokios, die kommunale Ebene. Die Präfekturen sind in Größe und Bevölkerungsdichte sehr unterschiedlich. Die meisten entfallen auf die Hauptinsel Honshū, während beispielsweise die zweitgrößte Insel Hokkaidō nur eine einzige Präfektur hat.
Die Verfassung von 1947 garantiert den Gebietskörperschaften in Kapitel 8 lokale Selbstverwaltung. Näheres regelt das „Gesetz über lokale Selbstverwaltung“ (chihō-jichi-hō). In Präfekturen und Gemeinden wird anders als bei der Zentralregierung ein Präsidialsystem praktiziert: Gouverneure und Bürgermeister werden direkt gewählt. Die Präfekturparlamente, Stadt- und Gemeinderäte sind Einkammerparlamente.
Da die Präfektur- und Kommunalsteuern in der Regel nicht ausreichen, um die Haushalte zu finanzieren, sind die Gebietskörperschaften stark von Zuweisungen der Zentralregierung über das Ministerium für Innere Angelegenheiten und Kommunikation, früher das Ministerium für Selbstverwaltung, angewiesen. Die Regierung in Tokio hat dadurch de facto auch politische Eingriffsmöglichkeiten in Entscheidungen lokaler Verwaltungen.

## Die Parteien und ihre Geschichte
Japan besaß in der Nachkriegszeit ein pluralistisches Mehrparteiensystem mit einer dominanten Partei, der Liberaldemokratischen Partei (LDP). Daneben existieren einige wenige, kontinuierlich existierende Oppositionsparteien, namentlich die Sozialdemokratische Partei (SDP), die Kommunistische Partei Japans (KPJ) und die Kōmeitō, der politische Arm der buddhistischen Organisation Sōka Gakkai.
Während der Deflationskrise der 90er Jahre geriet das Machtmonopol der LDP erstmals in ernsthafte Gefahr, und sie verlor für ein Jahr die Regierungsbeteiligung. Von 1996 bis 2009 stellte die LDP wieder den Premierminister und regierte in einer Koalition mit der Kōmeitō. Die aus der Vielzahl der Parteineugründungen, -umbildungen und -auflösungen als stärkste Oppositionspartei hervorgegangene Demokratische Partei (DPJ) konnte die LDP in der Oberhauswahl 2007 erstmals in der Wählergunst übertreffen und erreichte in der Unterhauswahl 2009 die größte Mehrheit einer einzelnen Partei in der Nachkriegsgeschichte. Bei der folgenden Unterhauswahl 2012 verlor sie jedoch eine immense Anzahl an Wählerstimmen und wurde in der Regierungsverantwortung wieder vom LDP-Kōmeitō-Bündnis abgelöst. Die DPJ fusionierte 2016 mit der Ishin no Tō zur Demokratischen Fortschrittspartei (DFP). Kurz vor der Unterhauswahl 2017 schloss sich eine große Mehrheit der DFP-Abgeordneten der Partei der Hoffnung und der Konstitutionell-Demokratischen Partei an; die DFP fusionierte im Mai 2018 mit der Partei der Hoffnung zur Demokratischen Volkspartei.

Die Zusammensetzung des politisch bedeutsameren Unterhauses nach der Wahl 2017

Die gegenwärtig im Parlament vertretenen Parteien sind (Stand: November 2019):
- die Liberaldemokratische Partei (自由民主党, Jiyū Minshutō, LDP) ,
- die Konstitutionell-Demokratische Partei (立憲民主党, Rikken Minshutō, KDP, engl. The Constitutional Democratic Party of Japan, CDP),
- die Demokratische Volkspartei (国民民主党, Kokumin Minshutō, DVP, engl. Democratic Party For the People, DPFP),
- die Kōmeitō (公明党, Kōmeitō, „Gerechtigkeitspartei“),
- die Kommunistische Partei Japans (日本共産党, Nihon Kyōsantō, KPJ),
- die Nippon Ishin no Kai (日本維新の会, „Versammlung für die Erneuerung/Restauration Japans“),
- die Sozialdemokratische Partei (社会民主党, Shakai Minshutō, SDP),
- die Reiwa Shinsengumi (れいわ新選組, zusammengesetzt aus Reiwa und Shinsengumi),
- die NHK kara Kokumin o Mamoru Tō (NHKから国民を守る党, „Partei zum Schutz der Bürger vor der NHK“),
- die Partei der Hoffnung (希望の党, Kibō no Tō),
- die Okinawa Shakai Taishūtō (沖縄社会大衆党, „Sozialistische Massenpartei Okinawa“).

Außerparlamentarische Gruppen sind:
- Rechtsradikale Organisationen (右翼, uyoku), Splittergruppen, die bisher noch nicht im Parlament vertreten waren
  - Japanische Partei der Vaterlandsliebe, (日本愛国党, nihonaikokuto), Ex-Vorsitzender Satoshi Akao (赤尾敏)
  - Der "Mittwochsklub" (一水会, issuikai; benannt nach dem Jour Fixe der Gruppe, dem ersten Mittwoch jeden Monats. Oft fälschlicherweise mit "Ein-Wasser-Bund", "Wassertropfengesellschaft", o. ä. übersetzt)
- Linksradikale Parteien (左翼, sayoku)

  - 中核派, chūkakuha, dt. Kernpartei
  - 東アジア反日武装戦線, Higashi Ajia Hannichi Busō Sensen, dt. Bewaffnete antijapanische Front in Ostasien

## Politische Agenda

### Innenpolitik
DPJ-Regierungen
Das von 2009 bis 2010 regierende Kabinett Hatoyama unter Führung der Demokratischen Partei hatte zwei zentrale Ziele proklamiert, die einen Kurswechsel gegenüber den LDP-geführten Vorgängerregierungen signalisieren sollten:
- Unter der Devise „Vom Beton zu den Menschen“ (コンクリートから人へ, konkurīto kara hito e) sollten Großprojekte der Infrastruktur zugunsten von höheren Sozialausgaben und der Förderung von kleinen und mittelständischen Unternehmen aufgegeben werden.
- Unter der Devise „Von den Beamten an das Volk“ (官僚から国民へ, kanryō kara kokumin e) sollte der traditionell große Einfluss der Ministerialbürokratie auf politische Entscheidungen zurückgedrängt und an die gewählten Politiker übertragen werden.

Gleichzeitig musste sie die im Zuge der globalen Finanzkrise erneut grassierende Deflation überwinden und sah sich einer hohen Staatsverschuldung gegenüber. Die alternde Bevölkerung Japans erfordert nach wie vor Anpassungen der Sozialsysteme und des Arbeitsrechts.
Das von 2010 bis 2011 amtierende Nachfolgekabinett von Naoto Kan, zuvor Vizepremier unter Hatoyama, knüpfte daran an, hatte aber mehrere kostenintensive Wahlversprechen aufgegeben und zusätzlich die Konsolidierung des Haushalts als zentrales Ziel proklamiert.
Das von 2011 bis 2012 regierende Kabinett Noda unter Premierminister Yoshihiko Noda konzentrierte sich auf die Folgen des Tōhoku-Erdbebens von 2011 und führte den von der Vorgängerregierung eingeleiteten Atomausstieg fort. Weitere Schwerpunkte Nodas waren u. a. der Eintritt Japans in die Transpazifische Partnerschaft und eine Verdopplung des Mehrwertsteuersatzes von 5 % auf 10 %.
Das insbesondere seit den 1990er Jahren intensiv in der Öffentlichkeit diskutierte Problem von Spendenskandalen und Korruption, in Japan schlicht als seiji-to-kane-mondai, „Problem von Geld und Politik“, bezeichnet, wurde durch Reformen der Parteienfinanzierung nicht grundlegend gelöst und betraf auch die Kan-Regierung. Ex-Premierminister Yukio Hatoyama und der „Schatten-Shōgun“ der Demokratischen Partei, Ex-Generalsekretär Ichirō Ozawa, waren selbst von Spendenskandalen betroffen.
Abe-Regierung seit 2012
Shinzō Abe, der bereits von 2006 bis 2007 Premierminister war, wurde nach einer für die LDP erfolgreichen Unterhauswahl am 26. Dezember 2012 vom Parlament erneut zum Premierminister gewählt. Die LDP hatte unter seiner Führung mit dem Motto Nippon o, torimodosu (日本を、取り戻す。, etwa „Japan zurückbringen“) für eine effektive Bekämpfung der seit zwei Jahrzehnten anhaltenden Deflation sowie eine Änderung des Artikels 9 der japanischen Verfassung geworben.
Mit dem Begriff Abenomics wird der Versuch der Regierung, mithilfe der drei Säulen „Geldschwemme“, „Konjunkturprogramme“ und „tiefgreifende Deregulierungen“ Japans Wirtschaftskrise zu durchbrechen, bezeichnet. Infolgedessen steigt das nominale Bruttoinlandsprodukt im Vergleich zum bisherigen Zeitraum seit dem Platzen der Blasenwirtschaft zwar ungewöhnlich stark an, jedoch konnte das eigentliche Ziel der Deflationsbekämpfung bisher nicht erreicht werden. Kritiker betrachten Abenomics deshalb als gescheitert, während andere die niedrige Inflationsrate nicht unbedingt als großes Problem einordnen. Mit seinem Wirtschaftsprogramm einhergehend verspricht Abe vor allem seit der Unterhauswahl 2017 „gebührenfreie Kinderbetreuung und Bildung“, die u. a. durch die für 2019 geplante Erhöhung der Mehrwertsteuer von 8 % auf 10 % verwirklicht werden soll.
Ein weiterer Schwerpunkt ist die Sicherheits- bzw. Verteidigungspolitik. 2015 verabschiedete das Parlament das umstrittene Gesetz zur kollektiven Selbstverteidigung, welches die Befugnisse der japanischen Streitkräfte insofern erweitert, dass sie nun als Teil eines kollektiven Verteidigungssystems im Rahmen des Vertrags über gegenseitige Kooperation und Sicherheit zwischen Japan und den Vereinigten Staaten nicht mehr ausschließlich auf die Verteidigung Japans beschränkt sind. Darüber hinaus plant Abe eine Änderung des Artikels 9 der Verfassung, wodurch die unentwegte Frage, ob die Selbstverteidigungsstreitkräfte verfassungswidrig sind oder nicht, geregelt werden soll. Sie trat erstmals konkret auf, als das Parlament 2004 zum ersten Mal seit 1945 der Entsendung japanischer Soldaten in ein fremdes Land zustimmte, in diesem Fall in den Irak. Während der damalige Premierminister Jun’ichirō Koizumi darin einen Beweis für die engen freundschaftlichen Beziehungen zu den USA sah, betrachteten es viele Japaner als Verfassungsbruch.
Mit der Vergabe der Olympischen Sommerspiele 2020 an Tokio beteiligt sich die Abe-Regierung zusammen mit der Präfekturverwaltung Tokio auch an den Vorbereitungen für diese, weshalb im Juni 2015 der Kabinettsposten des „Olympiaministers“ eingerichtet wurde.

### Außenpolitik
Die Hauptpunkte von Japans Außenpolitik nach dem Zweiten Weltkrieg sind eine feste Bindung an die USA, Scheckbuchdiplomatie und ein in der Verfassung festgeschriebener Verzicht auf militärische Aggression und Gebietsstreitigkeiten.
Die nördlich von Japan liegenden Südkurilen gehören seit 1945 zur Sowjetunion (ab 1990 dem Nachfolgestaat Russland), werden aber von Japan beansprucht. Dieser Konflikt ist ein andauerndes Problem in den japanisch-russischen Beziehungen. Die Sowjetunion und Japan schlossen auch nach Beendigung des Zweiten Weltkriegs formell keinen Friedensvertrag.
Die kleine Inselgruppe Takeshima (kor. Dokdo) wird von Südkorea verwaltet und von Japan beansprucht, nachdem sie während der Zeit des japanischen Imperialismus etwa 40 Jahre lang zu Japan gehörten. Im Frühling 2005 hat die Einführung eines Takeshima-Tages in einer japanischen Präfektur erneut Zorn in der südkoreanischen Bevölkerung hervorgerufen.
Besitzansprüche hat Japan, neben der Republik China (Taiwan) und der Volksrepublik China, auch auf die Senkaku-Inseln (chin.: Diaoyu). In der Nähe der Inseln werden Rohstoffe vermutet.
Die Beziehungen zu vielen asiatischen Staaten – insbesondere zu Nordkorea, Südkorea und zur Volksrepublik China – sind vor allem wegen einer verpassten Aufarbeitung der Geschichte weiterhin angespannt. Die enge ökonomische Verflechtung und das Weltinteresse an einem Frieden in der Region machen kriegerische Konflikte mit Südkorea und China jedoch unwahrscheinlich; stattdessen flammen immer wieder politische Krisen auf. Anders verhält es sich mit Nordkorea, das vor allem mit der Entwicklung seines Kernwaffenprogramms zunehmend für Unruhen bezüglich der Sicherheit Japans sorgt.

## Ausprägung und Werte der japanischen Demokratie
Merkmale der japanischen Demokratie sind ein großer Einfluss der Ministerialbürokratie auf Gesetzgebung und politische Entscheidungen, ein hohes Maß an Personalisierung, das auch die Faktionalisierung der Parteien begünstigt, und die durch die Jahrzehnte währende Alleinregierung der Liberaldemokratischen Partei begünstigte enge Verflechtung von Politik und Wirtschaft, die auch zu zahlreichen Korruptionsskandalen beitrug.
Dennoch, obwohl Japan eine parlamentarisch-demokratisch regierte, kapitalistisch orientierte Industriegesellschaft ist, unterscheidet es sich in den Ursachen dafür und seiner Entwicklung dahin, seinen speziellen Ausprägungen und den zugrundeliegenden gesellschaftlichen Werten erheblich von den USA und Europa mit ihren auf der Aufklärung basierenden Vorstellungen. Die Gemeinsamkeiten zwischen Japan als östlicher Gesellschaft und dem Westen bestehen eher in einem nur formal ähnlichen Regierungsaufbau und einer verwandten Wirtschaftsordnung.
Jedoch fanden die Werke der europäischen Aufklärung und anderer, neuerer europäischer politischer Strömungen wie des Sozialismus bereits im 19. Jahrhundert Verbreitung unter den ökonomischen und intellektuellen Eliten der japanischen Gesellschaft, wurden dort intensiv diskutiert und beeinflussten so auch die Forderungen der jiyū minken undō (Bewegung für Freiheit und Volksrechte) nach gewählten Volksvertretungen und einer Verfassung.

### Souverän/Machthaber im Lauf der japanischen Geschichte
1. Von Asuka bis Heian-Zeit (552–1185) : Die Souveränität der Tennō-Dynastie
2. Kamakura-Zeit (1185–1333) : Die Souveränität der Minamoto und Hojo-Dynastie
3. Kemmu-Restauration (1333–1336): Die Souveränität der Tennō-Dynastie (Godaigo-Tenno)
4. Ashikaga-Zeit (1336–1573): Die Souveränität der Ashikaga-Dynastie
5. Kriegsherrenzeit (1467–1603): Die Souveränität der feudalen Kriegsherren (Daimyo)
6. Tokugawa-Zeit (1603–1868): Die Souveränität der Tokugawa-Dynastie
7. Kaiserreichszeit (1868–1945) : Die Souveränität der Tennō-Dynastie
8. Demokratiezeit (seit 1945): Volkssouveränität